# ホロフェルネス

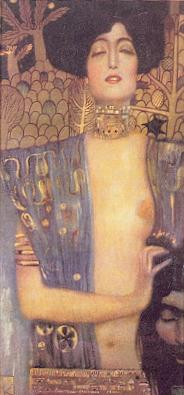
グスタフ・クリムト画『ユディトI』（1901年）手に持っているのがホロフェルネスの首

ホロフェルネス（ヘブライ語:  הולופרנס）は第二正典『ユディト記』に登場するアッシリアの将軍で、ネブカドネザル王（架空の存在と見られるが、一部に新バビロニアのネブカドネザル2世とする説もある）から、その統治への助力をしなかった西の国々への報復のため派遣された。ホロフェルネスはベトリアという町（Bethulia。一部にMeseliehのことだと言う説もある）を包囲した。町もほぼ降伏したが、ユディトという美しいヘブライ人寡婦がホロフェルネスの陣にやって来て、ホロフェルネスを誘惑した。そして、ホロフェルネスが酔いつぶれたところで、ユディトはホロフェルネスの首をはねた。ユディトはホロフェルネスの首をベトリアに持ち帰り、ヘブライ人は敵を打ち破った。
ホロフェルネスはユディトとともに、ジェフリー・チョーサー『カンタベリー物語』の中の「修道院僧の話」や、ダンテ『神曲』「煉獄篇」（第12歌56-62）など、様々な小説、絵画、その他芸術作品に描かれている。